# Drapetis inflexa
Drapetis inflexa är en tvåvingeart som beskrevs av Axel Leonard Melander 1918. Drapetis inflexa ingår i släktet Drapetis och familjen puckeldansflugor.
Artens utbredningsområde är Panama. Inga underarter finns listade i Catalogue of Life.